# Bappagaj
Il Bappagaj (in russo Баппага́й?) è un fiume della Russia siberiana orientale, affluente di destra del Viljuj. Scorre negli ulus Viljujskij e Kobjajskij della Sacha-Jakuzia.
Nasce dai rilievi delle alture della Lena, dirigendosi successivamente verso nord attraverso il bassopiano della Jacuzia centrale, in un territorio ricco di laghi; sfocia nel Viljuj nel suo basso corso, a 170 km dalla foce. Il maggior affluente è il fiume Kjunkjus (84 km), proveniente dalla sinistra idrografica.
Analogamente agli altri fiumi della regione, il Bappagaj è gelato, mediamente, nel periodo ottobre-maggio.